# Джонс, Лазло

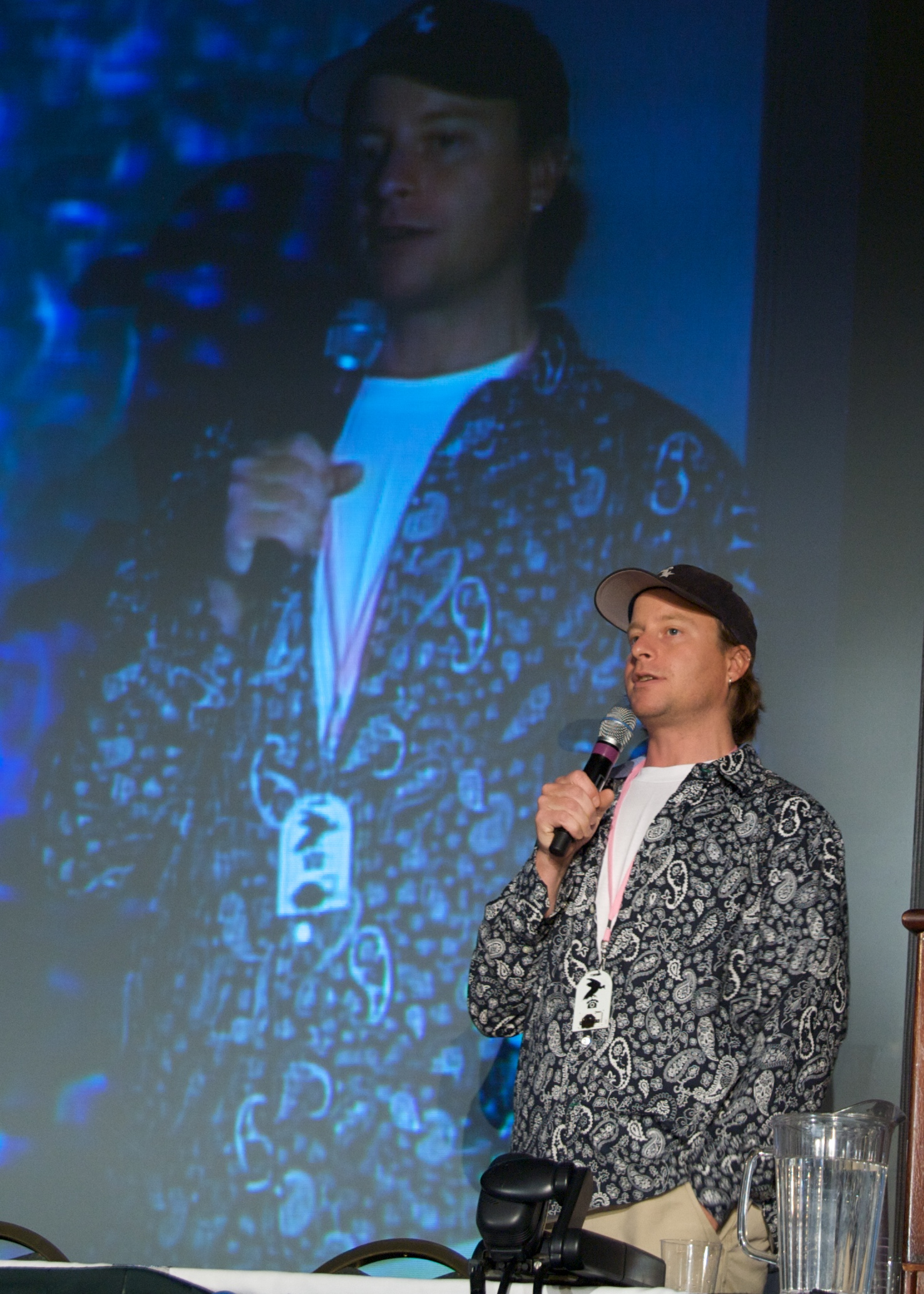
Лазло Джонс в июле 2008 года

Лазло Джонс (англ. Lazlow Jones; род. 4 сентября 1973 года) — американский сценарист, продюсер, режиссёр и ведущий ток-шоу, проживающий в Нью-Йорке. Вёл передачу Technofile, которая выходила в период с февраля 1995 по июль 2007 года и траслировалась более чем 100 радиостанциями.
Известен своим участием в создании серии видеоигр Grand Theft Auto (общепринятая аббревиатура GTA) — Лазло выступает в качестве ведущего передач на вымышленных радиостанциях, звучащих в игре. Лазло также работал в рекламном агентстве совместно с Ридом Такером, своим нынешним продюсером и «гостем» одной из игровых радиостанций в Grand Theft Auto III, Chatterbox FM.

## The Lazlow Show
До декабря 2005 года Лазло являлся ведущим 3-часового «Шоу Лазло» (The Lazlow Show), которое после 23-го выпуска переехало со станции WXRK (K-Rock) на XM 202. С тех пор передача выходила без регулярного графика (новые трансляции начались 8 апреля 2006 года, промежутки составляли от двух недель до четырёх месяцев) как часть программы Saturday Night Virus. С момента переезда Лазло выкладывает записи каждого выпуска шоу на своём официальном сайте. Кроме того, на сайте предлагается купить бокс-сет из всех выпусков, которые когда-либо были записаны, дополненный материалами, не пошедшими в эфир. 2 января 2010 года The Lazlow Show перестало выходить на волнах XM 202 — радиостанция к тому времени была куплена компанией Sirius Satellite Radio, и подход новых владельцев к шоу не устроил Лазло. На данный момент радиопередача транслируется через сайт Лазло.
Соведущие передачи не менялись: это Рид Такер, шутливо окрещённый «бесполезным продюсером», а также «Big» Wayne.

## Серия игр Grand Theft Auto

### Grand Theft Auto III
Grand Theft Auto III (2001) — дебютное участие Лазло в линейке игр GTA. Для игры он написал сценарий и сыграл роль ведущего популярной радиостанции Chatterbox FM (традиционно слово переводится как «болтун» или «трещотка», однако на сленге американских газетчиков может также обозначать колонку сплетен). Он также стал соавтором всех остальных радиостанций вместе с постоянными сценаристами GTA Дэном и Сэмом Хаузером из компании Rockstar Games. Лазло упоминается в песне MC Hawking «GTA3» (посвящённой видеоигре) в строчке: «Иногда я сижу в моей машине и просто слушаю Лазло».

### Grand Theft Auto: Vice City
После большого успеха первой игры и её «радиостанций», Лазло отметился ещё большим участием в следующей серии, Grand Theft Auto: Vice City. Rockstar Games наняли Лазло и его компанию Radio Lazlow для создания всех радиостанций в игре. Более того, компании было предложено прописать второстепенных персонажей и реплики уличных прохожих. Сам Лазло «помолодел» (действие Vice City разворачивается в 1986 году, за пятнадцать лет до событий GTA III) и стал ведущим радиостанции V-Rock, посвящённой рок-музыке.

### Grand Theft Auto: San Andreas
В следующей части Лазло вновь предоставил сценарий и спродюсировал все игровые радиостанции, а также выступил в роли ведущего программы Entertaining America на волнах WCTR (прежний ведущий, Билии Декстер, был убит игровым персонажем Джеком Ховитцером в прямом эфире).

### Grand Theft Auto: Liberty City Stories
В игре Grand Theft Auto: Liberty City Stories Лазло возвращается к роли ведущего шоу Chatterbox, которая сильно сокращена, поскольку Chatterbox в этой серии является не самостоятельной станцией, а лишь одной из радиопередач.

### Grand Theft Auto: Vice City Stories
В Grand Theft Auto: Vice City Stories Лазло возвращается, соответственно предыдущей части игры в этом городе, к работе на станции V-Rock в качестве соведущего для передачи Кузена Эда (Cousin Ed). В действительности Лазло и Кузен Эд являются друзьями: свою настоящую карьеру Лазло начинал в том числе в роли «второй скрипки», помощника у Кузена Эда.

### Grand Theft Auto IV
В Grand Theft Auto IV Лазло — ведущий радиостанции Integrity 2.0. В единственной программе на этой станции он выступает в прямом эфире с улиц игрового города Либерти-сити, пытаясь узнать что-либо о жизни современных городских жителей. Как и в случае с Chatterbox FM, любая беседа (в данном случае уличная) заканчивается неудачей. Периодически Лазло упоминает спонсоров радиостанции, службу ZiT!, которая помогает слушателям узнать имя исполнителя и название песни, звучащей по радио. В титрах Лазло числится соавтором реплик прохожих. Завладев в игре полицейской машиной, можно найти досье на «правонарушителя» Лазло в бортовом компьютере.

### Grand Theft Auto V
В Grand Theft Auto V Лазло появляется в качестве второстепенного персонажа, ведущего шоу талантов «Стыд или Слава» (Fame or Shame), соведущего радиопередачи Chattersphere. Встречается в миссии «Стыд или слава», в которой преследуется Майклом Де Санта и Тревором Филипсом.

### Grand Theft Auto Online
В многопользовательском режиме Grand Theft Auto V — GTA Online — Лазло появился в обновлении «Ночная жизнь» в роли самого себя, знакомого Голубого Тони.

## Другие проекты
Лазло — автор нескольких публикаций в журнале Playboy, частый гость радиопередач, а также соведущий ряда конференций H.O.P.E. («Хакеры с планеты Земля»). Благодаря своим знакомствам Лазло устроил гостевое участие ряда известных хакеров в серии GTA. Например, в радиоэфире одной из станций Grand Theft Auto: San Andreas можно услышать звонок Кевина Митника, который говорит, что смог бы запустить «ядерные ракеты, свистнув в трубку таксофона». Это пародийная отсылка к тем заявлениям, которые делали обвинители в деле против Митника.

## Дискография
- Grand Theft Auto: Vice City Official Soundtrack Box Set Volume 1: V Rock (2002)
- Grand Theft Auto: San Andreas Official Soundtrack (2004)
- The Lazlow Show: Box Set (2008)